# Leptomyrmex neotropicus
Leptomyrmex neotropicus är en myrart som beskrevs av Baroni Urbani 1980. Leptomyrmex neotropicus ingår i släktet Leptomyrmex och familjen myror. Inga underarter finns listade i Catalogue of Life.